# Ponin
Ponin (prononciation : [ˈpɔnin]) est un village polonais de la gmina de Kościan dans le powiat de Kościan de la voïvodie de Grande-Pologne dans le centre-ouest de la Pologne.
Il se situe à environ 6 kilomètres au sud-ouest de Kościan (siège de la gmina et du powiat) et à 45 kilomètres au sud-ouest de Poznań (capitale régionale).
Le village possédait une population de 161 habitants en 2005.

## Histoire
De 1975 à 1998, le village faisait partie du territoire de la voïvodie de Leszno.

Depuis 1999, Ponin est situé dans la voïvodie de Grande-Pologne.